# Державна інноваційна фінансово-кредитна установа

Центральний офіс установи

Державна інноваційна фінансово-кредитна установа — єдина державна установа, створена відповідно до постанови Кабінету Міністрів України від 13 квітня 2000 року № 654 з метою фінансової підтримки інноваційної дільності та залучення інвестицій для інноваційного розвитку економіки згідно з Законом України "Про інноваційну діяльність".
Установа належить до сфери управління Міністерства з питань стратегічних галузей промисловості України та має декілька регіональних представництв. Місія полягає у створенні інноваційної та заможної України. Вона досягається коштом надання фінансових інструментів, повної адміністративної підтримки, спільного інвестування, управління активами, повного спектра управління проєктами та сервіс всіх існуючих стейкхолдерів.

## Мета
Метою ДІФКУ є здійснення фінансової підтримки інноваційної діяльності суб'єктів господарювання різних форм власності, а також залучення вітчизняних та іноземних інвестицій для розвитку реального сектору економіки, підвищення вітчизняного потенціалу з експорту продукції, що виробляється на підприємствах галузей національної економіки, захисту та підтримки національного товаровиробника. У своїй діяльності керується чинним законодавством України, у тому числі Законом України "Про інвестиційну діяльність від 19.09.1991 року № 1560 XII, Законом України «Про інноваційну діяльність» від 04.07.2002 року № 40 IV та Постанова Кабінету міністрів України від 15.06.2000 р. N 979 «Питання Державної інноваційної фінансово-кредитної установи», Наказом Державної агенції з інвестицій та інновацій від 23.10.2008 р. № 88 «Про затвердження Порядку формування і використання коштів Державної інноваційної фінансово-кредитної установи»

## Керівництво
З 2016 по 2020 роки Головою правління ДІФКУ був Володимир Ставнюк 
З 2020 по 2021 роки в.о. Голови правління ДІФКУ був Сергій Шкураков 
З 2021 по 2022 роки ДІФКУ очолював Олександр Кондратюк 
З 2022 по 2025 рік  в.о. Голови правління ДІФКУ — Сергій Шкураков 
З 2025 по теперішній час Голова правління ДІФКУ Олександр Кондратюк 

## Діяльність
Стратегія ДІФКУ передбачає співінвестування або консорціумне кредитування бізнесу разом зі світовими інвестиційно-кредитними фондами. Участь інноваційної установи в спільному кредитному проєкті дає інвесторам чіткий сигнал того, що Держава також бере на себе кредитні ризики та гарантує підтримку бізнесу на всіх етапах проєкту.

Центральний офіс

На рахунку реалізованих проєктів: «Серійне виробництво агрегатів шасі літаків АН-140 та АН-148100», ДП "ВО «Південний машинобудівний завод ім. О. М. Макарова», завершення першого етапу Програми розробки Одеського і Безіменного газових родовищ на шельфі Чорного моря ДАТ «Чорноморнафтогаз», впровадження когенераційної енергоощадної установки "Теплоенергетичний комплекс «Мотор Січ», ВАТ «Мотор Січ», побудова електростанції "Енергія1"в м. Бровари.
Стратегічні проєкти за участі ДІФКУ: будівництво Подільсько-Вигурівської лінії Київського метрополітену; Канівська гідроакумуляційна електростанція; Переоснащення МПД ДП "Укрспирт"; Сміттєпереробні заводи; Забезпечення житлом на умовах іпотечного фінансування або фінансування лізингу.

## Можливості ДІФКУ
- Фінансування інвестиційних та інноваційних проєктів
- Освоєння нових видів продукції
- Фінансування заходів щодо розвитку інфраструктури
- Залучення коштів в інноваційну діяльність
- Співробітництво з міжнародними партнерами
- Заходи передінвестиційного характеру
- Супроводження інвестиційних та інноваційних проєктів

## Офіційний сайт
- https://sfii.gov.ua/